# Rawna (obwód Montana)
Rawna (bułg. Равна) – wieś w Bułgarii, w obwodzie Montana, w gminie Cziprowci. Według danych szacunkowych Ujednoliconego Systemu Ewidencji Ludności oraz Usług Administracyjnych dla Ludności, 15 czerwca 2020 roku miejscowość liczyła 35 mieszkańców.